# Tribseer Straße 25 (Stralsund)

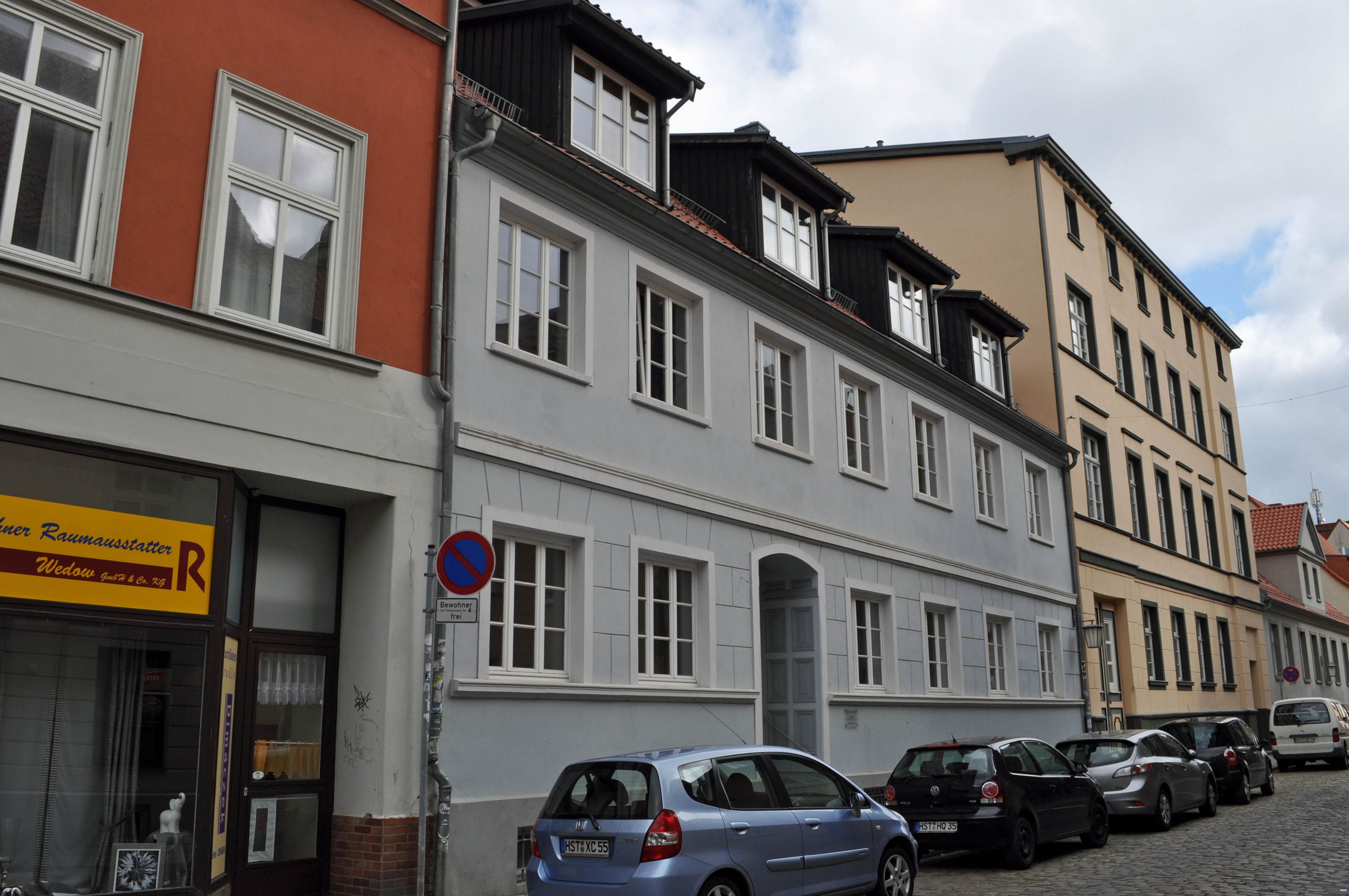
Das Haus Tribseer Straße 25 in Stralsund (2012)

Das Gebäude mit der postalischen Adresse Tribseer Straße 25 ist ein denkmalgeschütztes Bauwerk in der Tribseer Straße in Stralsund.
Der zweigeschossige und siebenachsige Putzbau wurde im Jahr 1757 errichtet.
Die Fassade weist ein genutetes Erdgeschoss und Gurtgesimse auf und ist weitgehend original erhalten.
Das Haus liegt im Kerngebiet des von der UNESCO als Weltkulturerbe anerkannten Stadtgebietes des Kulturgutes „Historische Altstädte Stralsund und Wismar“. In die Liste der Baudenkmale in Stralsund ist es mit der Nummer 758 eingetragen.
Das Gebäude gehörte wie seine Nachbarn Tribseer Straße 24, Tribseer Straße 24 a und Tribseer Straße 26 zu den Produktionsgebäuden der Stralsunder Fayencenmanufaktur und der Stralsunder Münze, die Joachim Ulrich Giese errichten ließ.